# Bobby Despotovski
Slobodan Despotovski, plus connu sous le nom de Bobby Despotovski (né le 14 juillet 1971 à Perth en Australie) est un joueur de football international australien, qui évoluait au poste d'attaquant, avant de devenir entraîneur.

## Biographie

### Carrière de joueur

#### Carrière en sélection
Avec l'équipe d'Australie, il dispute 4 matchs (pour 5 buts inscrits) en 2002. Il figure notamment dans le groupe des sélectionnés lors de la Coupe d'Océanie de 2002.

## Palmarès
| Perth Glory - Championnat d'Australie (2) : - Champion : 2002-03 et 2003-04. - Meilleur buteur : 2005-06 (8 buts). |  | Australie - Coupe d'Océanie : - Finaliste : 2002. |